# سهل نهر الأفعى

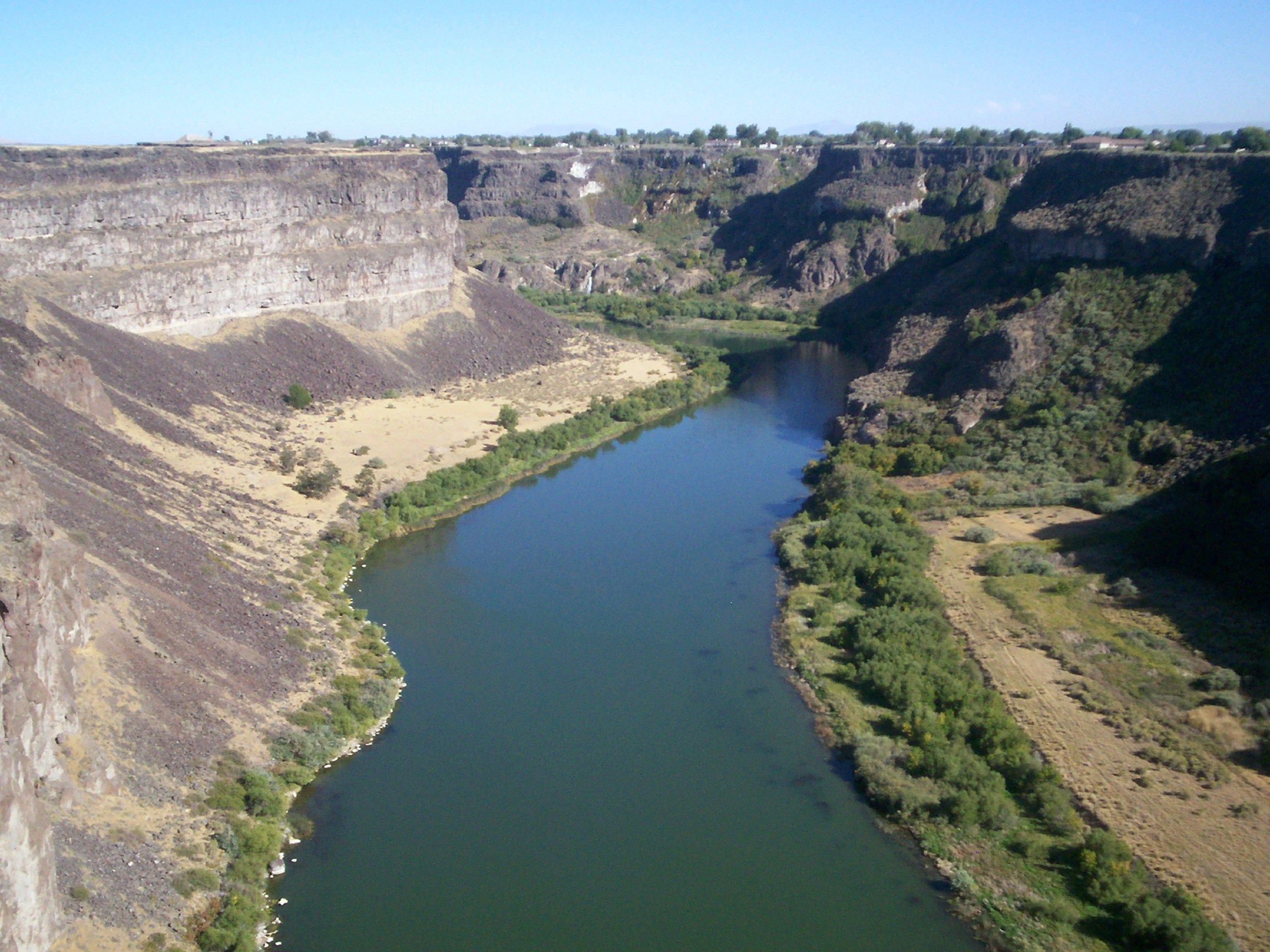
نهر الأفعى الذي يقطع السهل يترك العديد من الأخاديد والوديان ، مثل هذا الذي يقع بالقرب من توين فولز ، أيداهو

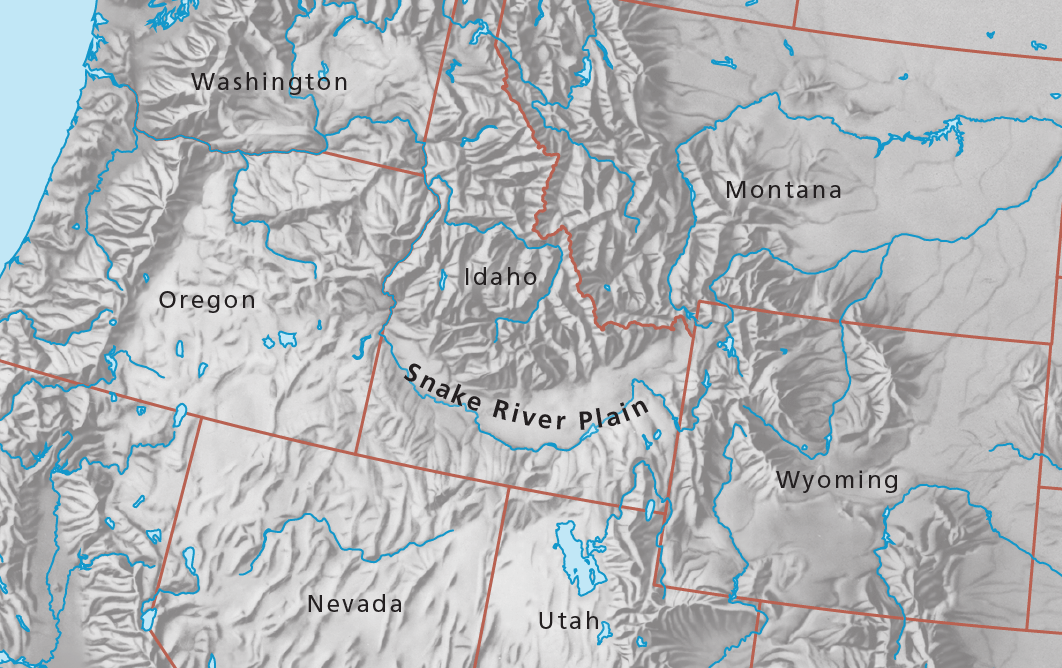
سهل نهر الأفعى عبر جنوب ولاية أيداهو

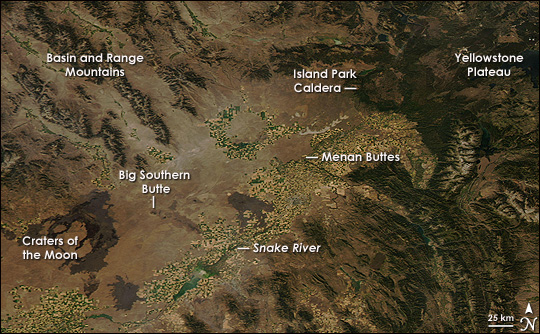
سهل نهر الأفعى الشرقي ، صورة من القمر الصناعي أكوا التابع لناسا، 2008

سهل نهر الأفعى (Snake River Plain) هو معلم جيولوجي يقع في ولاية أيداهو الأمريكية. يمتد حوالي 400 ميل (640 كم) غربًا من شمال غرب ولاية وايومنغ إلى حدود أيداهو-أوريغون. السهل عبارة عن منخفض واسع ومسطح على شكل قوس يغطي حوالي ربع مساحة أيداهو. تنتشر ثلاث تلال بركانية رئيسية في السهل شرق أركو، أكبرها تلة بيج ساوثرن [الإنجليزية]
تقع معظم المدن الكبرى في أيداهو على سهل نهر الأفعى، كما يقع فيه الكثير من الأراضي الزراعية للولاية.

## جيولوجيا
يقسم سهل نهر الثعبان إلى ثلاثة أقسام: غربي ووسطي وشرقي. السهل الغربي لنهر الثعبان هو أخدود تكتوني كبير أو وادي صدعي مملوء بعدة كيلومترات من الرواسب البحيرية (التي تشكلت في البحيرات)، تقع تحتها صخور الريولايت والبازلت، وفوقها طبقات من البازلت. بدأ السهل الغربي في التشكل قبل حوالي 11-12 مليون سنة مع ثوران حمم الريوليت والإجنمبريت. السهل الغربي ليس موازيًا لحركة الصفيحة الأمريكية الشمالية ويقع بزاوية حادة بالنسبة لسهل نهر الثعبان الوسطي والشرقي. تشبه تضاريسه الهضاب البركانية الأخرى مثل مجموعة تشيلكوتين في وسط-جنوب كولومبيا البريطانية، كندا.
يتبع السهل الشرقي لنهر الثعبان مسار الصفيحة الأمريكية الشمالية فوق بقعة يلوستون الساخنة، والتي تتمركز حاليًا في متنزه يلوستون الوطني. السهل الشرقي هو انخفاض طبوغرافي يقطع عبر تراكيب جبال الحوض والنطاق، ويكون موازيًا إلى حد ما لحركة الصفيحة الأمريكية الشمالية. تقع تحته بالكامل تقريبًا صخور البازلت المنبثق من البراكين الدرعية الكبيرة. وتحت طبقات البازلت توجد حمم الريوليت والإجنمبريت التي انفجرت عندما مر الغلاف الصخري فوق البقعة الساخنة.
السهل الأوسط لنهر الثعبان مشابه للسهل الشرقي لكنه يختلف بوجود مقاطع سميكة من الرواسب البحيرية والنهرية المتداخلة، بما في ذلك طبقات هاجرمان الأحفورية.
تشكلت كالديرات آيلاند بارك ويلوستون نتيجة انفجارات هائلة من الإجنمبريت الريوليتي، حيث أنتجت الانفجارات المفردة ما يصل إلى 600 ميل مكعب (2,500 كم3) من الرماد. قد تكون كالديرا هنري فورك، التي تبلغ مساحتها 18 ميلاً (29 كم) في 23 ميلاً (37 كم)، أكبر كالديرا متماثلة في العالم. تشكلت الكالديرا عندما تراكمت قبة من الصهارة ثم استنزفت بعيدًا، مما أدى إلى انهيار مركز القبة تاركًا وراءه الكالديرا.
تقع كالديرا هنري فورك داخل كالديرا آيلاند بارك الأقدم والأكبر، والتي تبلغ مساحتها 50 ميلاً (80 كم) في 65 ميلاً (105 كم). غطت البراكين الأحدث التي انفجرت بعد مرورها فوق البقعة الساخنة السهل بتدفقات حمم بازلتية حديثة في أماكن معينة، بما في ذلك نصب كراتيرز أوف ذا مون الوطني.

## التأثيرات على المناخ

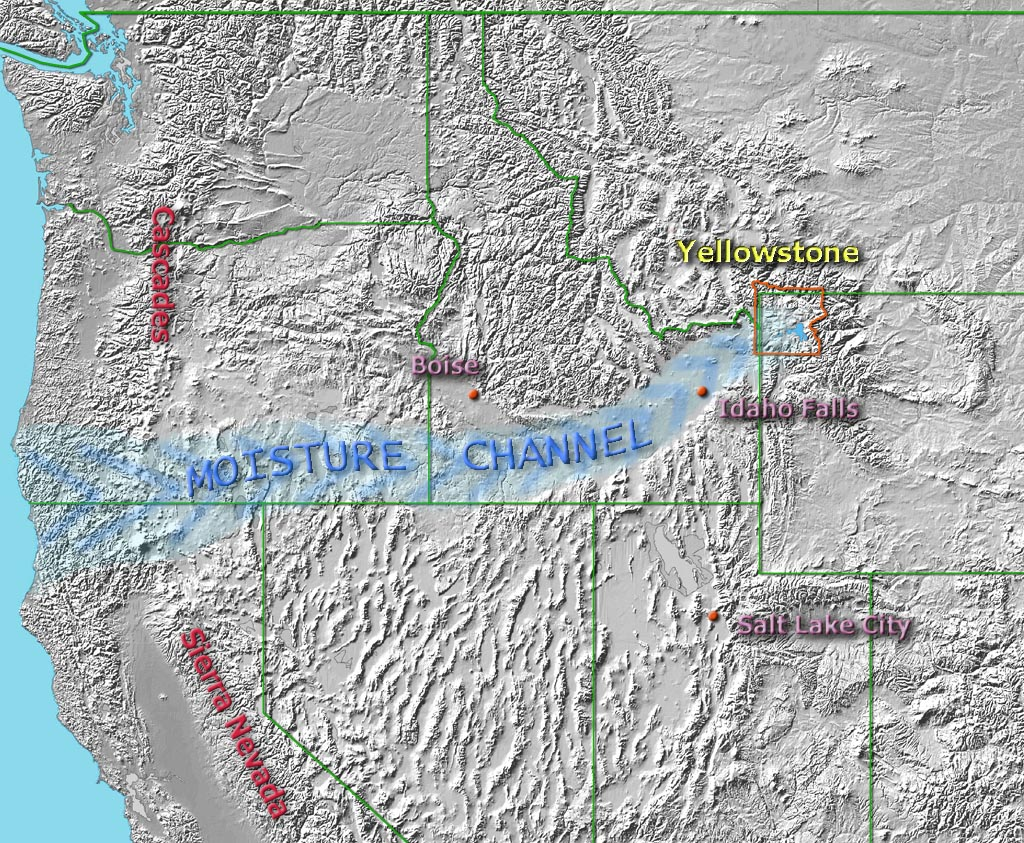
قناة الرطوبة

إن سهل نهر الأفعى له تأثير كبير على مناخ متنزه يلوستون والمناطق المجاورة لجنوب وغرب يلوستون. وبمرور الوقت، تركت منطقة يلوستون الساخنة قناة واسعة تمتد على مسافة 70 ميلاً (110 كم) عبر جبال روكي. وتتماشى هذه القناة مع الفجوة بين سلسلة جبال كاسكيد وسييرا نيفادا. والنتيجة هي قناة رطوبة تمتد من المحيط الهادئ إلى يلوستون. وتتدفق الرطوبة من المحيط الهادئ على الشاطئ في شكل سحب وهواء رطب.
ويمر عبر فجوة بين جبال سييرا وشلالات وإلى سهل نهر الأفعى حيث يتم توجيهه عبر معظم جبال روكي مع عدم وجود هضبة عالية أو سلاسل جبلية لإعاقة تقدمه.
وأخيراً تواجه أوضاعاً متصاعدة على رأس وادي نهر الأفعى في أشتون، أيداهو؛ وفي أيلاند بارك، أيداهو ؛ وفي سلسلة تيتون شرق دريغز، أيداهو ؛ وفي هضبة يلوستون في متنزه يلوستون الوطني حيث تترسب الرطوبة الموجهة إلى الخارج كالمطر والثلوج.[2]
والنتيجة هي مناخ محلي على الجانب الشرقي من جبال الروكيز يشبه المناخ على المنحدر الغربي من جبال الكاسكيد أو شمال سييرا.
يتلقى رأس وادي نهر الأفعى وTetons ، وهضبة يلوستون هطول أمطار أكثر بكثير من المناطق الأخرى في المنطقة، ومن المعروف أن المنطقة رطبة وخضراء، وجود العديد من التيارات، ووفرة ثلوج في فصل الشتاء.
وعلى الرغم من أن تضاريس السهل لم تتغير إلى حد كبير لعدة ملايين من السنين، الا ان المناخ في هذه المنطقة لم يكن ثابتا إلى هذا الحد. و بدأت الظروف المناخية الحالية في وصف المنطقة في أوائل العصر البليستوسين (قبل 2.5 مليون سنة تقريباً).
ومع ذلك، فإن المناخ القاحل اليوم قد نشأ من التبدد التدريجي للمناخ الذي يحدده رطوبة أكبر ونطاقات أضيق من درجات الحرارة السنوية.
 

## روابط خارجية
- سهل نهر الأفعى نسخة محفوظة 17 يوليو 2012 على موقع واي باك مشين.
- سهل نهر الأفعى في أطلس أيداهو الرقمي